# Berthold Roland
Berthold Roland (* 24. Februar 1928 in Landau in der Pfalz; † 26. Februar 2022) war ein deutscher Kunsthistoriker.

## Leben
Berthold Roland wurde 1928 als Sohn des Oberkirchenrates der Pfälzischen Landeskirche Eugen Roland in Landau geboren und wuchs in Schweigen-Rechtenbach, Rhodt unter Rietburg und Speyer auf. Er studierte Kunstgeschichte, Mittelalterliche und Bayerische Geschichte an den Universitäten Mainz, Göttingen und München. Roland wurde 1955 an der Ludwig-Maximilians-Universität München mit der Dissertation Die Pfalz-Zweibrückischen Maler des 18. Jahrhunderts. Ein Beitrag zur neuen Sicht der künstlerischen Bedeutung und der Kunstpflege Pfalz-Zweibrückens promoviert. 1960 war er wissenschaftlicher Mitarbeiter am Reiss-Museum Mannheim.
1964 heiratete er Ike Roland (1929–2010), geb. Schlosser, 1970 wurde der Sohn Oliver geboren.
1966/1967 war Roland der erste hauptamtliche Kunstrat der Stadt Ludwigshafen, von 1968 bis 1970 Redaktionsmitarbeiter im Auktionshaus Neumeister in München und von 1970 bis 1983 Referent für Kunst und Literatur des Ministeriums Rheinland-Pfalz. Als Geschäftsführer der Pfälzischen Sezession hatte er Kontakte zu Hans Purrmann, Rudolf Scharpf, Gustav Seitz und Emy Roeder. Er erfand die Max-Slevogt-Medaille, war von 1983 bis 1993 Direktor des Landesmuseums Mainz und Gründungsdirektor von Schloss Villa Ludwigshöhe, von 1982 bis 1998 offizieller Kunstberater beim Bundeskanzleramt in Bonn und der Landesbank Rheinland-Pfalz.
Im Jahr 2007 gründete er mit seiner Frau die Ike und Berthold Roland-Stiftung, die seit 2009 jährlich Preise für Kunst in Rheinland-Pfalz und für soziales Engagement in Deutschland vergibt, großzügige Schenkungen an Museen und öffentliche Einrichtungen macht und kulturelle Veranstaltungen initiiert. Darüber hinaus vergab Berthold Roland mit seiner Stiftung seit 2012 den mit 5.000 Euro dotierten Dr. Ike Roland-Preis für besonderes soziales Engagement und seit 2015 den im Jahre 2008 von der Landesbank Rheinland-Pfalz ins Leben gerufenen, mit 3.000 Euro dotierten Dr. Berthold Roland-Fotokunstpreis im zweijährlichen Turnus, zusammen mit der Generaldirektion Kulturelles Erbe Rheinland-Pfalz.
Er war Nachlassverwalter des Grafikers Werner vom Scheidt und seiner Frau, der Dichterin Martha Saalfeld, ebenso eines Teil-Nachlasses von Karl Dillinger.
Roland lebte bis zu seinem Tod am 26. Februar 2022 in Mannheim.

## Auszeichnungen
- 1975: Johann Christian von Hofenfels-Medaille
- 1978: Verdienstmedaille des Berufsverbandes Bildender Künstler Rheinland-Pfalz
- 1993: Max-Slevogt-Medaille
- 1999: Landesverdienstorden Rheinland-Pfalz[3]
- 2016: Bundesverdienstkreuz[4]
- 2018: Ehrenmitglied des Historischen Vereins der Pfalz[5]
- 2021: Ehrenmitglied des Literarischen Vereins der Pfalz
- L’Ordre des Arts et des Lettres
- Goldene Wappennadel der Stadt Edenkoben
- Verdienstmedaille der Stadt Speyer
- Ehrenmitglied des Berufsverbands Bildender Künstler in Rheinland-Pfalz

## Schriften

### Monografie
- Die Pfalz-zweibrückischen Maler des 18. Jahrhunderts. Ein Beitrag zur neuen Sicht der künstlerischen Bedeutung und der Kunstpflege Pfalz-Zweibrückens. Dissertation München 1956.

### Herausgeberschaft
- mit Susanne Faschon, Hajo Knebel und Werner Hanfgarn: Literatur aus Rheinland-Pfalz: eine Anthologie. Teil 3 Mundart. Schmidt, Mainz, 1986, ISBN 3-87439-122-1.
- Ein-Blicke. Eine Textauswahl. Azur, Mannheim 2003, ISBN 3-934634-11-7 (aus Anlass des 75. Geburtstags von Dr. Berthold Roland veröffentlicht; autobiographische Texte, Schriftenverzeichnis S. 141–171, Inhaltsverzeichnis, pdf).

## Einzelbelege
1. ↑  Markus Clauer: Kunst: Kohls „Kunstpapst“: Berthold Roland gestorben. In: Die Rheinpfalz. 28. Februar 2022, abgerufen am 1. März 2022.
2. ↑  Dr. Berthold Roland ist am Samstagabend verstorben - ein Nachruf. Abgerufen am 20. Januar 2023 (deutsch).
3. ↑  Berthold Roland | Autorinnen und Autoren in Baden-Württemberg. Abgerufen am 23. Januar 2023.
4. ↑  Verdienstkreuz: Slevogt-Kenner Berthold Roland erhält Würdigung | Pfalz-Express - Pfalz-Express. 2. Dezember 2016, abgerufen am 20. Januar 2023 (deutsch).
5. ↑  Karl Georg Berg: Der verstorbene Berthold Roland war eng mit der Stadt verbunden. Die Rheinpfalz, 28. Februar 2022, abgerufen am 23. Januar 2023.

| Personendaten    | Personendaten                               |
| ---------------- | ------------------------------------------- |
| NAME             | Roland, Berthold                            |
| KURZBESCHREIBUNG | deutscher Kunsthistoriker und Museumsleiter |
| GEBURTSDATUM     | 24. Februar 1928                            |
| GEBURTSORT       | Landau in der Pfalz                         |
| STERBEDATUM      | 26. Februar 2022                            |